# Liga Paulista de Futsal de 2018
A Liga Paulista de Futsal de 2018 foi a 62ª edição da principal competição da modalidade no estado, sua organização é de competência da Federação Paulista de Futsal. O Corinthians sagrou-se campeão ao bater a equipe do Magnus nas finais, sendo esta a terceira decisão seguida entre as equipes.

## Regulamento

### Primeira fase
Os 17 clubes jogarão entre si em turno único em chave única, classificando os 12 melhores para a 2ª fase.
Critérios de Desempate
1. Índice técnico na fase (aproveitamento de pontos - maior quociente da divisão do número de pontos ganhos pelo número de jogos)
2. Gol average (maior quociente da divisão do número de gols marcados pelo número de gols sofridos).
3. Maior média de gols assinalados na fase (número dos gols assinalados dividido pelo número de jogos realizados).
4. Menor média de gols sofridos na fase (número de gols sofridos divididos pelo número de jogos realizados).
5. Maior saldo de gols na fase (diferença entre gols assinalados e os gols sofridos).
6. Sorteio

### Segunda fase (pré-quartas de final)
Apuradas as 12 (doze) equipes da 1ª fase classificatória, as 4 primeiras colocadas irão direto para a 3ª FASE. Do 5º ao 12º colocados da 1ª fase classificatória, serão alocados em 4 (quatro) novas chaves, denominadas de B, C, D e E, com 2 (duas) equipes em cada chave que jogarão em jogos de ida e volta.

### Terceira fase (quartas de final)
As 4(quatro) primeiras colocadas da 1ª fase classificatória, se juntarão as 4(quatro) equipes classificadas da 2ª fase, sendo que as equipes desta 2ª fase ocuparão a ordem de classificação de 5º a 8º lugar. Assim, serão alocadas em 4 (quatro) novas chaves, denominadas de F, G, H e I com 2 (duas) equipes em cada chave que jogarão em jogos de ida e volta.

### Quarta fase (semifinais)
Apuradas as 4 (quatro) equipes classificadas da 3ª fase, as mesmas serão alocadas em 2 (duas) novas chaves, denominadas de J e K, que jogarão no sistema de Play-Off de 2 (dois) jogos, dentro das suas respectivas chaves.

### Fase fase (finais)
Apuradas as 2(duas) equipes classificadas da 4ª fase, as mesmas serão alocada em 1 (uma) nova chave, denominada L, que jogarão no sistema de Play-Off de 2 (dois) jogos, dentro das suas respectivas chaves. Caso ocorra empate no índice técnico (1ª, 3ª e 4ª fase) será considerado a ordem de critérios de desempate, estabelecido na primeira fase da competição de B a F.

## Participantes em 2018
Participam da liga:
| Equipe                         | Cidade                   | Ginásio                     | Títulos             |
| AA FIB/Bauru                   | Bauru                    | Ginásio Duduzão             | 0 (não possui)      |
| AA Itapeva                     | Itapeva                  | Ginásio Antônio Queiroz     | 0 (não possui)      |
| AABB/Mapfre                    | São Paulo                | Ginásio da AABB             | 1 (2012)            |
| AD Indaiatuba/Pipocas Clac     | Indaiatuba               | Carlos Aldrovandi           | 0 (não possui)      |
| AD Mogi das Cruzes Futsal      | Mogi das Cruzes          | Prof. José Limongi Sobrinho | 0 (não possui)      |
| ADC Intelli/Paraíso            | São Sebastião do Paraíso | Ginásio Arena Olímpica      | 3 (último em 2011)  |
| A.D. Yoka/ACR/Fabiomultimarcas | Guaratinguetá            | Itaguará Country Clube      | 0 (não possui)      |
| Barueri                        | Barueri                  | Ginásio José Corrêa         | 0 (não possui)      |
| Dracena Futsal/Tempersul       | Dracena                  | Ginásio Alaor Ferrari       | 0 (não possui)      |
| EC Hortolândia Futsal          | Hortolândia              | Ginásio Victor Savala       | 0 (não possui)      |
| Magnus Futsal                  | Sorocaba                 | Arena Alavanca Sorocaba     | 2 (último em 2017)  |
| Pulo do Gato Futsal            | Campinas                 | Ginásio Rogê Ferreira       | 0 (não possui)      |
| Santo André Futsal             | Santo André              | Ginásio Noêmia Assunção     | 0 (não possui)      |
| São José Futsal/Manguaça FS    | São José dos Campos      | Tênis Clube                 | 2 (último em 2008)  |
| S.C. Corinthians Paulista      | São Paulo                | Ginásio Wlamir Marques      | 11 (último em 2016) |
| Taubaté Futsal/Selt            | Taubaté                  | Ginásio da Vila Aparecida   | 0 (não possui)      |
| UNIARA/Fundesport              | Araraquara               | Ginásio Gigantão            | 0 (não possui)      |

## Primeira fase
Os 17 clubes jogarão entre si em turno único em chave única, classificando os 12 melhores para a 2ª fase.
| Pos | Equipes            | Pts | J  | V  | E | D  | GP | GC | SG  |
| --- | ------------------ | --- | -- | -- | - | -- | -- | -- | --- |
| 1   | Corinthians        | 41  | 16 | 13 | 2 | 1  | 65 | 21 | 44  |
| 2   | Taubaté Futsal     | 37  | 16 | 12 | 1 | 3  | 61 | 29 | 32  |
| 3   | Magnus             | 34  | 16 | 10 | 4 | 2  | 75 | 31 | 44  |
| 4   | Pulo do Gato       | 34  | 16 | 10 | 4 | 2  | 50 | 31 | 19  |
| 5   | Intelli            | 33  | 16 | 10 | 3 | 3  | 50 | 29 | 21  |
| 6   | Barueri            | 33  | 16 | 11 | 0 | 5  | 59 | 41 | 18  |
| 7   | AABB               | 28  | 16 | 7  | 7 | 2  | 42 | 20 | 22  |
| 8   | São José           | 28  | 16 | 8  | 4 | 4  | 44 | 35 | 9   |
| 9   | Santo André Futsal | 23  | 16 | 7  | 2 | 7  | 39 | 40 | -1  |
| 10  | UNIARA             | 22  | 16 | 6  | 4 | 6  | 47 | 57 | -10 |
| 11  | Dracena Futsal     | 17  | 16 | 5  | 2 | 9  | 52 | 50 | 2   |
| 12  | Mogi das Cruzes    | 13  | 16 | 4  | 1 | 11 | 25 | 45 | -20 |
| 13  | Yoka               | 12  | 16 | 3  | 3 | 10 | 39 | 61 | -22 |
| 14  | A.A. FIB           | 12  | 16 | 3  | 3 | 10 | 21 | 52 | -31 |
| 15  | Indaiatubana       | 10  | 16 | 2  | 4 | 10 | 24 | 47 | -23 |
| 16  | Itapeva            | 4   | 16 | 1  | 1 | 14 | 22 | 81 | -59 |
| 17  | Hortolândia Futsal | 3   | 16 | 0  | 3 | 13 | 32 | 77 | -45 |

## Fase final
Em negrito as equipes classificadas, em itálico as equipes que fazem o segundo jogo como mandante.
|  | Playoffs           | Playoffs       | Playoffs | Playoffs |          |             | Quartas de final | Quartas de final | Quartas de final | Quartas de final |   |      | Semifinais | Semifinais | Semifinais | Semifinais |  |  | Final | Final | Final | Final |
|  |                    |                |          |          |          |             |                  |                  |                  |                  |   |      |            |            |            |            |  |  |       |       |       |       |
|  |                    |                |          |          |          |             |                  |                  |                  |                  |   |      |            |            |            |            |  |  |       |       |       |       |
|  |                    |                |          |          |          |             |                  |                  |                  |                  |   |      |            |            |            |            |  |  |       |       |       |       |
|  | Pulo do Gato       | 2              | 2        | 4        |          |             |                  |                  |                  |                  |   |      |            |            |            |            |  |  |       |       |       |       |
|  | Pulo do Gato       | 2              | 2        | 4        | Intelli  | 2           | 0                | 2                |                  |                  |   |      |            |            |            |            |  |  |       |       |       |       |
|  |                    | Intelli        | 4        | 2        | Intelli  | 2           | 0                | 2                | 6                |                  |   |      |            |            |            |            |  |  |       |       |       |       |
|  | Mogi das Cruzes    | Intelli        | 4        | 2        | 0        | 0           | 0                |                  | 6                | Intelli          | 5 | 2(0) | 7          |            |            |            |  |  |       |       |       |       |
|  | Mogi das Cruzes    |                |          |          |          |             | 0                |                  |                  | Intelli          | 5 | 2(0) | 7          |            |            |            |  |  |       |       |       |       |
|  |                    |                |          |          |          | Magnus      | 4                | 6(1)             | 10               |                  |   |      |            |            |            |            |  |  |       |       |       |       |
|  | Magnus             | 4              | 3        | 7        |          | Magnus      | 4                | 6(1)             | 10               |                  |   |      |            |            |            |            |  |  |       |       |       |       |
|  | Magnus             | 4              | 3        | 7        | AABB     | 5           | 1                | 6                |                  |                  |   |      |            |            |            |            |  |  |       |       |       |       |
|  |                    | AABB           | 2        | 1        | AABB     | 5           | 1                | 6                | 3                |                  |   |      |            |            |            |            |  |  |       |       |       |       |
|  | UNIARA             | AABB           | 2        | 1        | 2        | 0           | 2                |                  | 3                | Magnus           | 3 | 5(0) | 8          |            |            |            |  |  |       |       |       |       |
|  | UNIARA             |                |          |          |          |             | 2                |                  |                  | Magnus           | 3 | 5(0) | 8          |            |            |            |  |  |       |       |       |       |
|  |                    |                |          |          |          | Corinthians | 7                | 3(0)             | 10               |                  |   |      |            |            |            |            |  |  |       |       |       |       |
|  | Taubaté Futsal     | 3              | 2        | 5        |          | Corinthians | 7                | 3(0)             | 10               |                  |   |      |            |            |            |            |  |  |       |       |       |       |
|  | Taubaté Futsal     | 3              | 2        | 5        | São José | 2           | 5(1)             | 7                |                  |                  |   |      |            |            |            |            |  |  |       |       |       |       |
|  |                    | São José       | 3        | 3        | São José | 2           | 5(1)             | 7                | 6                |                  |   |      |            |            |            |            |  |  |       |       |       |       |
|  | Santo André Futsal | São José       | 3        | 3        | 3        | 1(0)        | 4                |                  | 6                | São José         | 0 | 0    | 0          |            |            |            |  |  |       |       |       |       |
|  | Santo André Futsal |                |          |          |          |             | 4                |                  |                  | São José         | 0 | 0    | 0          |            |            |            |  |  |       |       |       |       |
|  |                    |                |          |          |          | Corinthians | 2                | 2                | 4                |                  |   |      |            |            |            |            |  |  |       |       |       |       |
|  | Corinthians        | 0              | 6(1)     | 6        |          | Corinthians | 2                | 2                | 4                |                  |   |      |            |            |            |            |  |  |       |       |       |       |
|  | Corinthians        | 0              | 6(1)     | 6        | Barueri  | 0           | 3(2)             | 3                |                  |                  |   |      |            |            |            |            |  |  |       |       |       |       |
|  |                    | Dracena Futsal | 1        | 3(0)     | Barueri  | 0           | 3(2)             | 3                | 4                |                  |   |      |            |            |            |            |  |  |       |       |       |       |
|  | Dracena Futsal     | Dracena Futsal | 1        | 3(0)     | 6        | 2(3)        | 8                |                  | 4                |                  |   |      |            |            |            |            |  |  |       |       |       |       |
|  | Dracena Futsal     |                |          |          |          |             | 8                |                  |                  |                  |   |      |            |            |            |            |  |  |       |       |       |       |

## Premiação
| Liga Paulista de Futsal de 2018   |
| --------------------------------- |
| Corinthians Campeão (12.º título) |